# Epithemis
Epithemis is een geslacht van libellen (Odonata) uit de familie van de korenbouten (Libellulidae).

## Soorten
Epithemis omvat 1 soort:
- Epithemis mariae (Laidlaw, 1915)